# Saint Clairsville (Pennsylvanie)
Pour les articles homonymes, voir Saint Clairsville.
Le borough de Saint Clairsville est situé dans le comté de Bedford, dans l’État de Pennsylvanie, aux États-Unis. Sa population s’élevait à 78 habitants lors du recensement de 2010.

## Source
- (en) Cet article est partiellement ou en totalité issu de l’article de Wikipédia en anglais intitulé « St. Clairsville, Pennsylvania » (voir la liste des auteurs).